# 業界激震!?マジガチランキング
『業界激震!?マジガチランキング』は、AbemaTVのAbemaSPECIALチャンネルで2017年4月5日から、毎週水曜日、20:00 - 21:00に配信されていたインターネット番組。

## 概要
シャトーアメーバから生配信されていたランキングバラエティー番組。10代の男女500人～1000人を対象にアンケートを実施。カンニング竹山と安藤なつがMCを務め、原宿にいた10代の若者を対象にしたアンケートをもとにトークを展開する。「大人の事情を一切無視した“マジガチ”なランキング」を売りにしており、『ガチで好きなアイドル』、『女子がガチで入りたいと思うアイドルグループ』、『ガチで復帰してほしくない芸能人』、『ガチで整形してると思う有名人』、『マジで歌がうまわないと思わないミュージシャン』など際どい設問を20位からランキング形式で発表していく。概ね面白い、上手いなど高評価なものを聞いた後、その逆のランキングを発表。
竹山はランキング発表の前に1位を予想し、外した場合は視聴者プレゼント代金として罰金を支払っていた。
前身番組は2016年8月28日（日曜）11:00～14:00に配信した、竹山と池田美優がMCを担当した同名の特別番組。
2017年9月20日をもって最終回を迎えた。最終回では忖度優先を告知しており、番組内で抗議による打ち切りを示唆していた。10代への知名度などからジャニーズ事務所のタレントが上位を占めることが多かったが、竹山は本番組終了を「ジャニーズ事務所のせいではない」と後の番組で語っている。

## 出演者

### MC
- カンニング竹山

### レギュラーゲスト
- 安藤なつ（メイプル超合金）[8]

### アシスタント
- 西澤由夏（サイバーエージェント）

### ゲスト
- 男性芸人1名。安藤の相方であるカズレーザーの場合もあった。

### マジガチガールズ
- MCの後方に週替わり、8人程度座る原宿系読者モデルたち。柴田ひかりや古関れん、長澤メイ、YU-KAらが座り、ランキング1位を竹山とともに予想、助言する。

## 竹山と飲める店 ベロベロ人生相談
- 2016年から不定期に配信されたガチマジランキング・スピンオフと題された特別番組[9]。竹山が注目する人物を酒の席に呼び、真相を聞いてみるトーク番組。ガチマジランキング同様1時間配信で、入りきらない場合はAbemaビデオにアフタートークと題した延長戦が配信される[9]。
- 出演者はMCにカンニング竹山、サブMCに森咲智美、スパローズ大和。
- おもなゲストは中村あや、濱松恵、香西咲、涼南佳奈。
- 2017年1月13日スタートの「カンニング竹山の土曜TheNIGHT」は本企画が原型となっている。同番組アシスタントMC・古関れんはマジガチランキングからの抜擢。

## スタッフ
- 演出：安彦和弘
- 制作協力：映像支援プロジェクトチームテレビくん[10]
- 制作著作：AbemaTV